# Krosna-Wieś
Krosna-Wieś – wieś sołecka w Polsce położona w województwie mazowieckim, w powiecie pruszkowskim, w gminie Brwinów.
Miejscowość wraz z Krosną-Parcela tworzy sołectwo Krosna.
| SIMC    | Nazwa         | Rodzaj    |
| ------- | ------------- | --------- |
| 0000626 | Ferdynandówka | część wsi |
| 0000632 | Marianka      | część wsi |

Wieś szlachecka Krośnie położona była w drugiej połowie XVI wieku w powiecie błońskim ziemi warszawskiej województwa mazowieckiego. W latach 1975−1998 miejscowość administracyjnie należała do województwa warszawskiego.
Wieś leży obok nieczynnej Elektrociepłowni II Pruszków, co jest ciekawym dodatkiem do krajobrazu. 
Przez wieś przebiega droga z Koszajca do Biskupic, od której na północny zachód odgałęzia się droga do Józefowa.

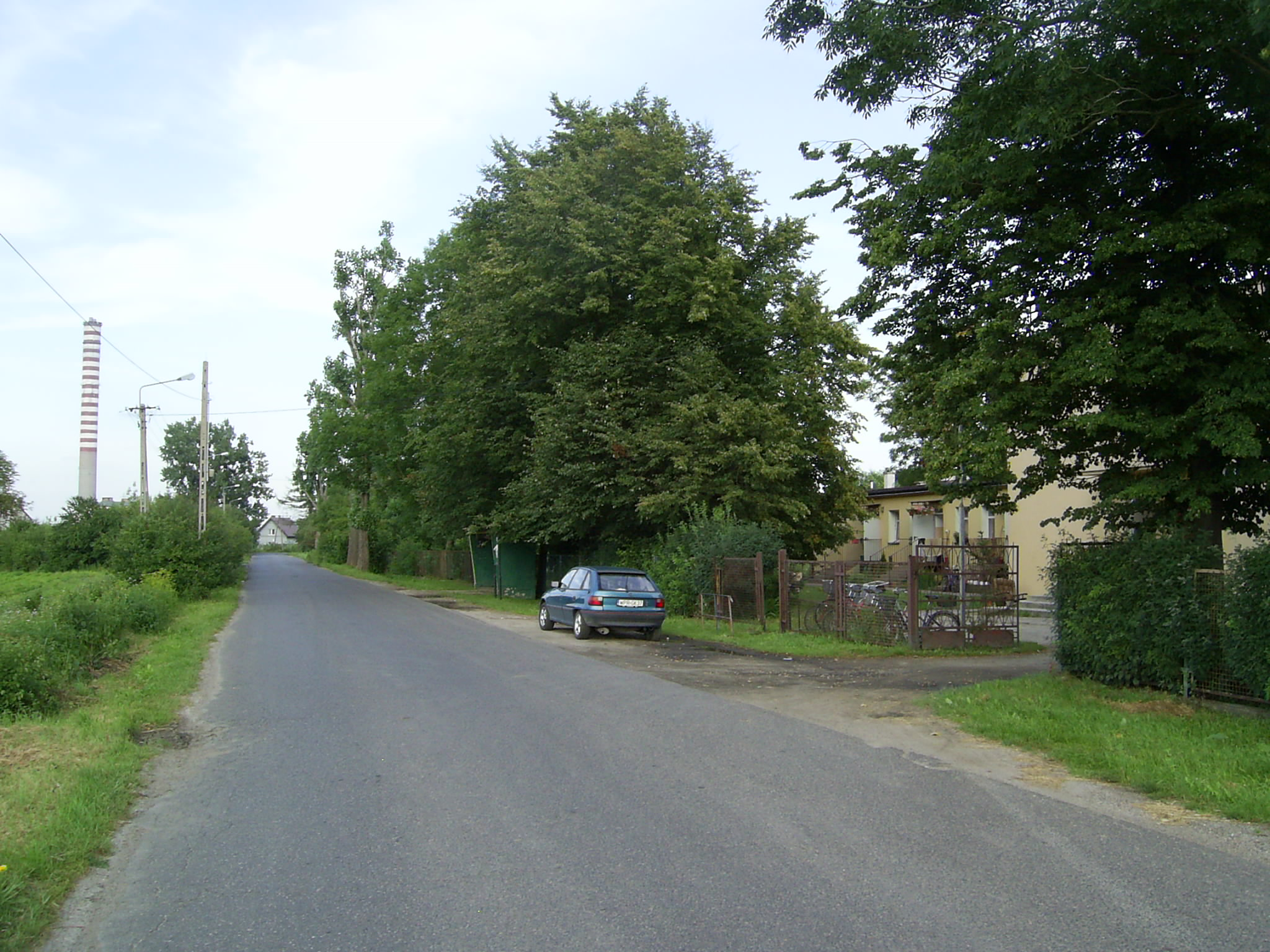
Droga przebiegająca przez Krosnę
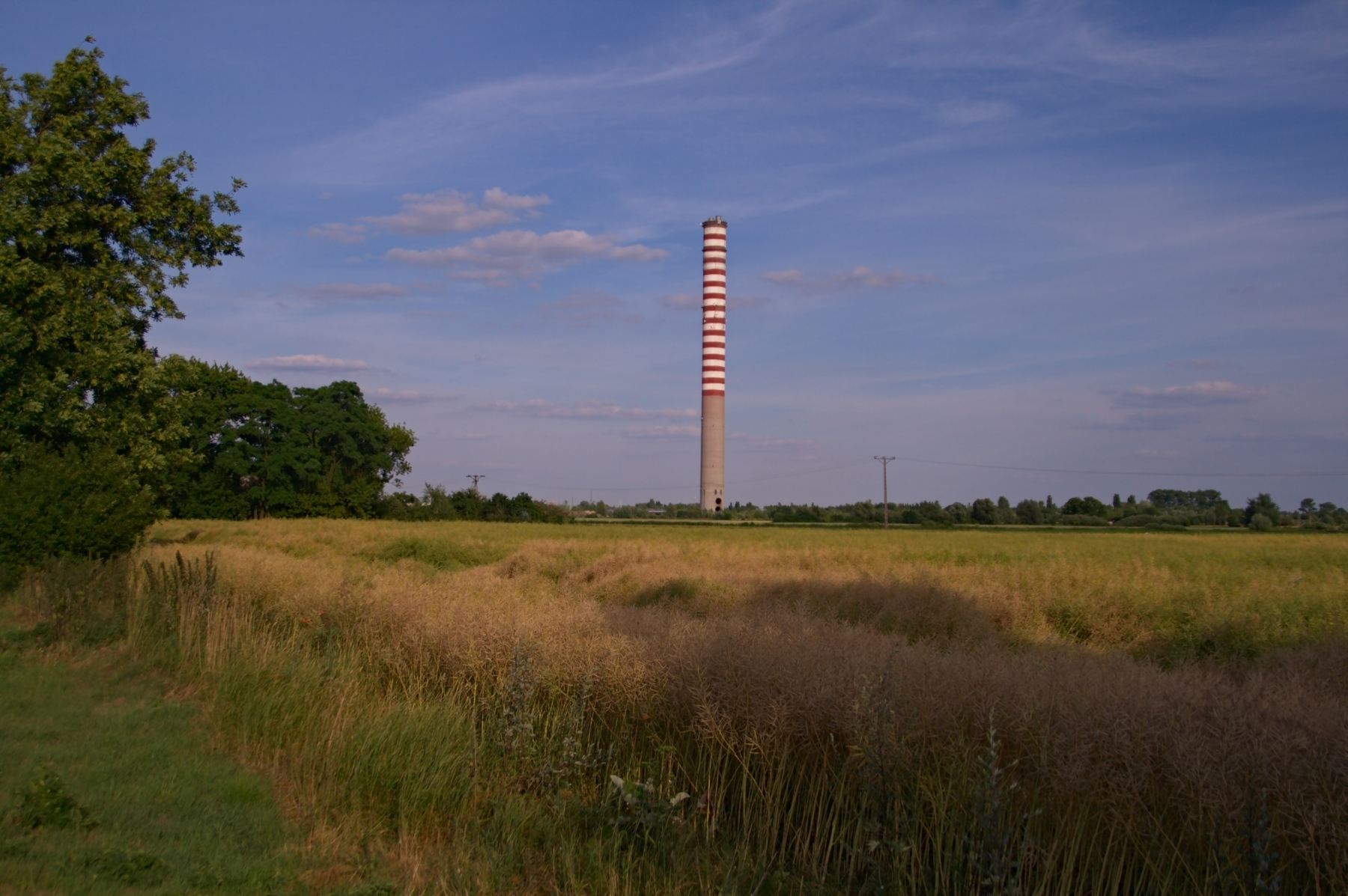
Widok na komin nieczynnej Elektrociepłowni II